# 金祥乡
金祥乡，是中华人民共和国吉林省白城市洮北区下辖的一个乡镇级行政单位。

## 行政区划
金祥乡下辖以下地区：
平顶村、呼兰村、金祥村、卫东村、立新村、东风村、新华村、新建村、林场村、跃进村、保安村、富强村、青龙村和晓华村。